# Малахово (Привокзальный территориальный округ)
Малахово — деревня в Тульской области России. 
В рамках организации местного самоуправления входит в городской округ город Тула, в рамках административно-территориального устройства — в Зайцевский сельский округ Ленинского района Тульской области.

## География
Расположена в 23 км к юго-западу от областного центра, города Тула (по прямой от Тульского кремля).

## История
До 1990-х гг. деревня входила в Зайцевский сельский Совет. В 1997 году стала частью Зайцевского сельского округа Ленинского района Тульской области. 
В рамках организации местного самоуправления с 2006 до 2014 гг. включалась в Иншинское сельское поселение Ленинского района, с 2015 года входит в Привокзальный территориальный округ в составе городского округа город Тула.

## Население
| 2010 |
| ---- |
| 74   |